# Kárgilská válka
Kárgilská válka či kárgilský konflikt byl ozbrojený konflikt mezi Indií a Pákistánem, který se konal mezi květnem a červencem roku 1999 v kašmírském Kárgilu. Příčinou války byl průnik pákistánských vojáků a kašmírských bojovníků za linii kontroly, která de facto tvořila hranice mezi oběma zeměmi. Indická armáda, podporovaná Indickým vojenským letectvem, zaútočila na pákistánské pozice a s pomocí mezinárodní diplomatické podpory nakonec přinutila pákistánské jednotky ke stažení za linii kontroly.
Vojenské střetnutí se odehrávalo ve vysokohorských podmínkách, což si vyžádalo speciální logistická opatření. Válka přitahovala mezinárodní pozornost zejména díky skutečnosti, že obě země byly vlastníky jaderných zbraní.

## Poloha
Kárgil se nachází asi 205 km od Šrínagaru poblíž pákistánského Gilgitu - Baltistánu. Před rozdělením Indie v roce 1947 byl Kárgil součástí Baltistánu v indickém Ladákhu. Jednalo se o řídce obydlenou oblast s rozdílnými jazykovými, etnickými a náboženskými skupinami, které žily v odlehlých údolích při nejvyšších horách světa. Hranice mezi Pákistánem a Indií, která byla stanovena během první války v Kašmíru (tzv. linie kontroly), vedla právě Kárgilem.
Oblast Kárgilu byla strategicky výhodným, a tudíž důležitým místem. Kdyby jej pákistánská strana ovládla, mohla z vysoce položených hor snáze bránit své hranice před případnými indickými či jinými útoky. Asi 173 kilometrů od Kárgilu se nachází Pákistánem kontrolované město Skardu, které bylo s to poskytnout logistickou a dělostřeleckou podporu pákistánským jednotkám. Během vpádu pákistánských jednotek se většina obyvatel Kárgilu hlásila k islámu, takže od nich pákistánská strana mohla očekávat podporu.

## Pozadí střetu a průběh války
I po konci indicko-pákistánské války v roce 1971 stále docházelo k menším vojenským střetům mezi oběma znepřátelenými stranami. Obě strany se mimo jiné snažily o ovládnutí strategicky důležitého ledovce Siačen. V devadesátých letech došlo k eskalaci napětí mezi oběma zeměmi – na indické straně Kašmíru docházelo k separatistickým akcím, které vedli kašmírští muslimové, v roce 1998 obě země provedly svůj první jaderný test. Ve snaze uklidnit situaci podepsal Pákistán s Indií v únoru 1999 láhaurskou deklaraci, která měla zajistit bilaterální a mírové řešení kašmírské otázky. Nicméně během zimy 1998–1999 pronikly na indické území pákistánské jednotky, jejichž cílem bylo přerušit spojení mezi Kašmírem a Ladakhem a přinutit tak indické jednotky ke stažení z ledovce Siačen.
Když po nějaké době indická strana zjistila, že pákistánské jednotky pronikly na jejich území, zaútočila na ně. Během útoku bylo na obou stranách zraněno či zabito stovky lidí.
Střet formou gerilové války pokračuje dodnes. V oblasti Kašmíru se pohybují partyzánské separatistické jednotky, které při svých výpadech vraždí vojáky i civilisty. Odhaduje se, že od roku 1991 zemřelo tímto způsobem kolem 10 tisíc civilistů.